# Rattus ranjiniae
Rattus ranjiniae är en däggdjursart som beskrevs av Agrawal och Ghosal 1969. Rattus ranjiniae ingår i släktet råttor och familjen råttdjur. IUCN kategoriserar arten globalt som starkt hotad. Inga underarter finns listade i Catalogue of Life.
Vuxna exemplar är 16,2 till 26,1 cm långa (huvud och bål) och har en 18,7 till 23,2 cm lång svans. Bakfötterna är 4,4 till 4,7 cm långa, öronen är 1,8 till 2,1 cm stora och viktuppgifter saknas. Den gråbruna pälsen på ovansidan är mjuk och likaså är de inblandade taggar mjuka. Gränsen mot den vitaktiga undersidan är ganska tydlig. På den bruna svansen finns ingen skillnad mellan toppen och undersidan. Rattus ranjiniae har långa bakfötter jämförd med flera andra råttor av samma storlek.
Denna råtta är bara känd från två mindre områden i sydvästra Indien. Arten vistas i låglandet och i bergstrakter upp till 1000 meter över havet. Den hittades i träskmarker, i gräsmarker och på jordbruksmark. Individerna är aktiva på natten. Rattus ranjiniae vistas främst på marken.